# Trachéite
La trachéite est une inflammation de la muqueuse de la trachée et peut être chronique.
Elle est caractérisée par plusieurs symptômes.
Une toux fréquente et irritative qui amène le malade à avoir une voix enrouée, qui est le symptôme principal et caractéristique de la trachéite.
Cette toux est d'abord sèche et douloureuse puis devient, au fil du temps, une toux grasse.
Des douleurs sont parfois présentes dans le thorax. Une fièvre importante peut se déclarer et clouer le malade au lit.
L'origine de la trachéite est généralement infectieuse (virale ou bactérienne), mais peut aussi être causée par l'inhalation de tabac, de fumées, de poussières et d'autres substances, nocives pour le système respiratoire.
Les trachéites d'origine virale sont plus fréquentes et sont diagnostiquées en automne et au printemps.
Les traitements d'automédication tels que les boissons chaudes (lait, thé) souvent en association avec du miel ou du thym, ou encore les pastilles à sucer, sont inefficaces dans le cas d'une trachéite, cette partie de l’anatomie faisant partie des voies respiratoires inférieures, la nourriture et les boissons ne sont pas en contact direct avec cette zone. La consultation médicale est généralement conseillée.